# Colin Lewis (Schwimmer)
Colin Lewis (* 11. Juni 1882 in Chalford; † 3. Dezember 1962 in Calgary, Kanada) war ein britischer Schwimmer.

## Karriere
Lewis begann seine Karriere zunächst auf nationaler Ebene. 1908 nahm er an den Olympischen Spielen in London teil. Dort erreichte er im Wettbewerb über 100 m Rücken das Halbfinale. Noch vor dem Ersten Weltkrieg immigrierte Lewis nach Kanada. Auf dem nordamerikanischen Kontinent konnte er einige regionale Titel gewinnen. Während des Krieges diente er im Canadian Machine Gun Corps.